# Schopsdorf
Schopsdorf è una frazione della città tedesca di Genthin, nel land della Sassonia-Anhalt.
Fino al 30 giugno 2012 ha costituito un comune autonomo.